# GAZI-Stadion auf der Waldau
El Gazi-Stadion auf der Waldau se ubica en Stuttgart, en el estado federado de Baden-Württemberg, Alemania.

## Historia

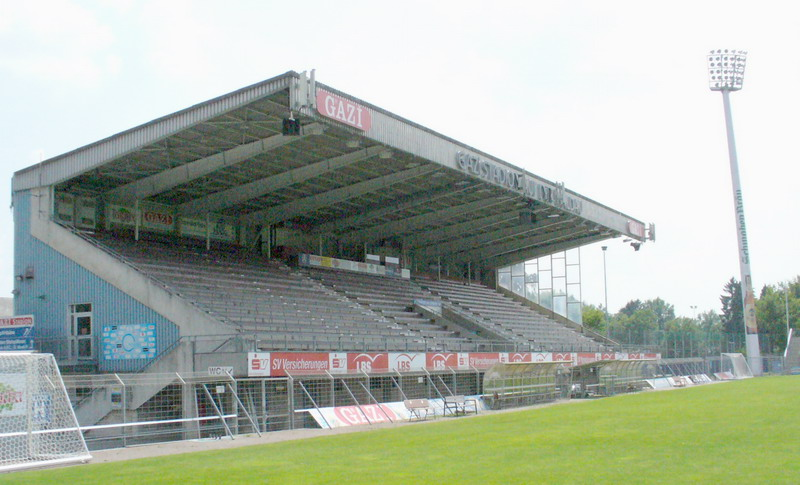
La tribuna de edad, con puestos en madera.

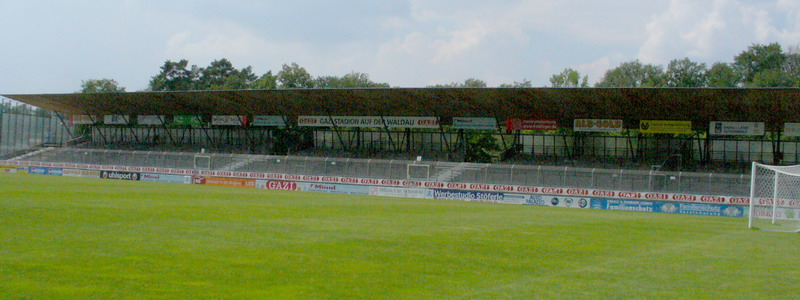
Soporte frente.

La sección de fútbol del Stuttgarter Kickers juega sus partidos de local en el estadio desde su inauguración en 1905, siendo así el club alemán hizo jugadas de mucho tiempo en el mismo estadio.
Hasta 1975, el estadio contó con una terraza de madera que fue construido después de una de Arsenal 's en la escala de 1: 3. Debido a diversas exigencias impuestas por el Federación Alemana de Fútbol, una nueva tribuna principal que construyó en 1976 y está en uso hasta hoy. Después de tener los nombres  'Square Kickers'  y  'Kickers Estadio'  desde 1905, el estadio que oficialmente renombrado a  'Waldau Estadio'  en 1987.
Los Scorpions Stuttgart utilice el estadio desde su ascenso a la Liga de Fútbol de Alemania en 1995a

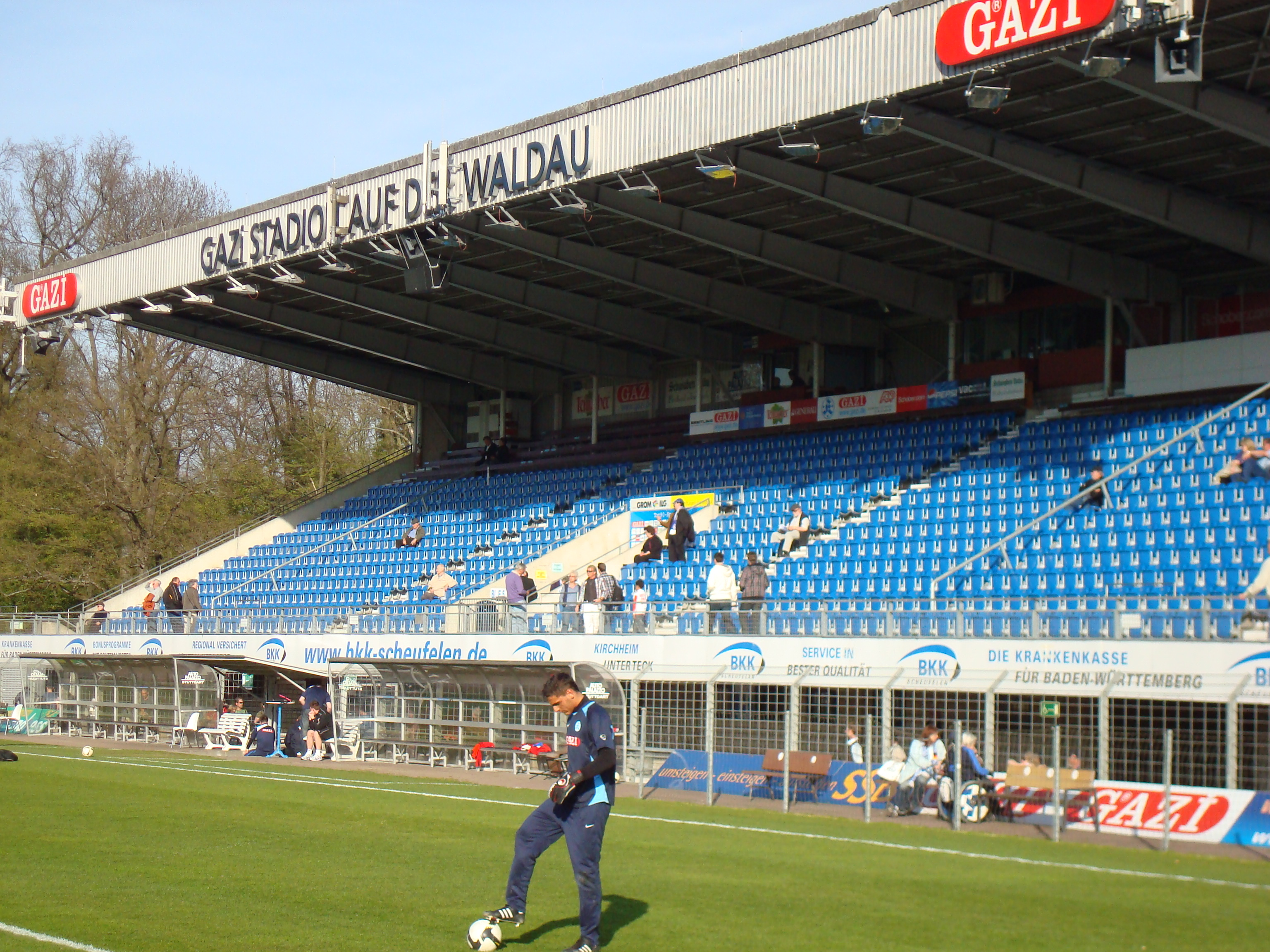
tribuna vieja con asientos (2010).

En 2001, la MTV HipHop abierto tuvo lugar en el estadio. Esta fue la única aparición del festival de música en el estadio cuando se trasladó a la  'Reitstadion'  en el próximo año y se ha trasladado a Mannheim desde de 2009.
En junio de 2004 el nombre del estadio, que vendió a la alemana principal patrocinador Garmo AG por 10 años. Garmo vende sus productos con la marca GAZi y cambió el nombre del estadio de acuerdo a Gazi-Stadion auf der Waldau.
El 6 de octubre de 2007, la final de la Tazón alemán, el campeonato alemán de fútbol americano, entre los Scorpions Stuttgart y el Braunschweig Lions Tomó lugar en el Estadio GAZi. Braunschweig ganó el campeonato por tercera vez consecutiva, derrotando Stuttgart 27: 6 frente a 8.152 espectadores.
El 17 de julio de 2008, del Consejo de Stuttgart decidió remodelar el estadio de 5,4 millones de euros en el fin de cumplir los requisitos impuestos por la DFB para el nuevo 3. Liga. Se prevé aumentar la capacidad de 12.000 espectadores (2.000 asientos con dosel y 10.000 puestos en total). A partir de los trabajos de construcción previsto para enero de 2009 y que debería estar terminado antes de julio de 2009. En el Fin de 2008 Sin embargo, el Consejo decidió aplazar la remodelación de Cuarto período de tiempo desconocido a nivel. Tras el descenso de la Stuttgarter Kickers a la Liga Regional Süd, la remodelación no se havebeen Necesario. VfB Stuttgart II, sin embargo, por ahora sigue acogiendo a sus partidos en casa en la tercera Liga en el estadio con una aprobación especial por la DFB.